# きかんしゃトーマス (2021年のアニメ)
本項「きかんしゃトーマス（2021年のアニメ）」では、『きかんしゃトーマス』のテレビアニメシリーズのうち、欧米圏では2021年、日本では2022年に放送が開始された大幅リニューアル以降の展開分について述べる。
原語版での正式タイトルは「Thomas & Friends: All Engines Go」。日本では、これまでのシリーズから継承する形が取られ、「All Engines Go」という副題は通常用いられることがない ため、このページもそれに従うものとする。

## 概要
「きかんしゃトーマス」の権利所有者であるマテルは、2020年までにテレビシリーズの3DCGアニメーションを製作したジャム・フィルド・エンターテインメントとの契約更新を行わず、現代の視聴者感性に合わせた新シリーズの展開を決めた。それにあたり、カナダのアニメーション製作会社であるネルバナと提携し、これまでとは大きく異なる体制でのシリーズ制作が行われることとなった。シリーズの立ち上げや構成はアメリカの脚本家リック・サバルに大きく委ねられ、その様子は放送開始直後にファンによるインタビュー等で明らかとなった。
マテルのプレスリリースなどではこれまでのシリーズナンバリングから継続して紹介されているが、物語において過去24シリーズ分との繋がりは意識されていない。

### 「汽車のえほん」や従来のシリーズと比較した本シリーズの特徴
- 鉄道社会のリアリティを重視したビジュアルとは異なり、キャラクターのデザインから動作までしなやかなカートゥーンチックの2DCGアニメーションとなった。加えて車輪を手として利用したり線路上でジャンプしたりするなどこれまで為されていた制限が緩和されている。
- 時代設定はこれまで意識されてきた20世紀から大きく進んだ現代となっており、作中にホログラムやタブレット端末が登場することもある。
- 登場する乗り物や機械は子どもと大人で区別されており、レギュラーメンバーである大大大冒険クラブのトーマスやパーシー等は子どもとしてより小柄な車体で、対照的にゴードンやウィフ等は大人としてより大柄の車体で描かれている[注釈 5]。それに合わせ、原語版では子どもの乗り物や機械は子役が演じている[注釈 6]。
- 先述の通り全体のビジュアルは簡略化されたものの、瞳の色や赤毛の特徴[注釈 7]の表現など乗り物キャラクターのフェイスデザインがより多様化した。
- 番組構成も大幅に変更され、各回11分という番組の尺数は変わらないが、教養コーナーの廃止やテーマソングに割かれる時間の削減により、本編の尺数は各話10分30秒と歴代最長となっている。
- 1回につき2話という放送における契約に合わせ、2話に1曲脚本家が作詞したミュージカル調の歌が挿入されている。
- アラビア数字を除く文字が本編内で一切使用されなくなった[注釈 8]。
- 煙（電車の場合は電気）を利用したコミュニケーションや造形が頻繁にみられる（トーマスとパーシーの「煙（ハイ）タッチ」など）。

## 日本での展開
「きかんしゃトーマス」の「フルリニューアル」として2022年6月16日開催の東京おもちゃショー2022にて企業向けに同年内の日本での展開が発表されたのち、同月20日に国内でのマスターライセンスを保有するソニー・クリエイティブプロダクツより、一般に向けたアナウンスが行われた。その後9月23日に、冬からのテレビ放送開始、翌年春の劇場作品の公開と、新キャストのアナウンスが正式になされ、12月24日からNHK Eテレでの放送が開始された。
メインキャラクターには、原語版で大半を子役が演じていることや自ら歌うことを考慮し、平均年齢をこれまでより大幅に下げた新キャスト陣が起用された。同時にサブキャラクターのキャスティングも一新されているが、中には過去に本編に出演していた声優も役柄を変え出演している。
前述の通り国内ライセンスは従来と変わらずソニー・クリエイティブプロダクツが保有しており、制作体制やグッズ展開にも大きな変更はない。

### 番組構成
従来と変わらない放送枠に合わせるため1回につき2話という構成を保ちながら各話約1分の本編の削除が為されているが、それでもオープニングとエンディング、幕間はNHK版放送分において歴代最短となっている。
本編内での日本語テロップ表示は原語版に準拠したものとなり、脚本家の名前が歴代シリーズの通常放送内では初めてクレジットされるようになった。また、これまでのシリーズを通して使用されてきたサブタイトルでの「～というお話」との文言の読み上げは為されなくなった。
幕間ではアイキャッチとして劇中の静止画が映し出されるとともに、これまでオープニングで行われていた番組タイトルの読み上げが為されている。

### 配信
公式YouTubeチャンネルではショートアニメが本編の放送に先駆け2022年11月より公開。また英語版のミュージックビデオも放送翌週の水曜日に投稿されている。2023年8月には第1シリーズから3話分、第2シリーズから1話分、本編の無料配信が為された。
NHKでは従来同様本編の見逃し配信に加え、ショートアニメの一部も配信された。

### 映像ソフト
本編を収録したDVD2枚が、ソニー・ミュージックソリューションズよりシリーズ25名義で2024年1月24日に発売。長編を除くテレビシリーズ本編の円盤化は旧体制第18シリーズ以来であり、初回放送から1年前後での発売は第14シリーズ以来となる。

## あらすじ
ソドー島のノース・ウェスタン鉄道で働く機関車のトーマスとパーシー、ディーゼル、そして保線車両のカーリーとサンディーは、クリスタルの洞窟での冒険を機に5台で"大大大冒険クラブ（The Biggest Adventure Club）"を組んだ。クラブはその後アフリカ・ケニアから来たニアと高速で走る電車カナ、自閉症のブレーキ車ブルーノを迎え、必要な時には協力しながら、日々楽しく仕事や冒険を成し遂げるのであった。

## キャラクター
※声はオリジナル（北米）版/日本語吹替版。初登場・初台詞の話数はカナダ放送順に基づく。

### メインキャラクター（大大大冒険クラブ）
トーマス（Thomas/Thomas the Tank Engine）
初登場・初台詞 - 第1シリーズ第1話
声：ミーシャ・コントレラス（ - 第2シリーズ第36話）→デイヴィッド・コールスミス→カイ・ハリス（第2シリーズ第51話 - ）/田中美海
青いタンク式蒸気機関車で、本シリーズの主人公。元気で落ち着きのない部分もあるが、車体番号の『1』や"トーマスのやくそく"に誓って、いつでも仲間や人々の役に立つ存在になろうとしている。
パーシー（Percy）
初登場・初台詞 - 第1シリーズ第1話
声：チャーリー・ゼルツァー/越乃奏
緑色のタンク式蒸気機関車で、車体番号は『6』。トーマスの一番の親友。暗闇や高い場所が苦手だが、友達のためなら何にでも挑もうとする勇敢な心の持ち主。お守りとしてラッキーベルを常に身に着けている。郵便配達と駄洒落が好き。
カナ（Kana）
初登場・初台詞 - 第1シリーズ第1話
決め台詞 - ビリビリしちゃう！（Electric!）
声：エイヴァ・ロ/大久保瑠美
日本から来た紫色の電車。流線型のボディを持ち、ソドー島の機関車の中で最も速く走ることができる。また、そのことに強い自信を抱いており、考えるより先にスピードで解決しようとすることが多い。専用の客車を持っている。
当初は後述のケンジの妹のような存在として考案されていたため、同じ"K（カ行）"で始まるものとして名前が決められた。
ニア（Nia）
初登場・初台詞 - 第1シリーズ第2話
決め台詞 - ノリノリ！（Rocking!）
声：タリア・エヴァンス/古賀英里奈
オレンジ色のタンク式蒸気機関車。ケニア出身で、車体番号は『18』。親切で素直な性格。普段は落ち着きながら計画を立てて仕事をしている。誰よりも旅慣れており、冒険と音楽が大好き。
ディーゼル（Diesel）
初登場・初台詞 - 第1シリーズ第1話
決め台詞 - パチパチするぜ！（Sparkin!）
声：ショモイ・ジェームス・ミッチェル（第1シリーズ）→ウィル・バネジャ（第2シリーズ - ）/山藤桃子
黒い力持ちのディーゼル機関車。ライバル意識が高く、狡猾な手を使うこともよくある。"1番"の機関車であるトーマスと競争することが特に多い。動物に優しい一面もある。
カーリー（Carly/Carly the Crane）
初登場・初台詞 - 第1シリーズ第1話
決め台詞 - アゲアゲ！(Crankin!)
声：ジェナ・ウォーレン/土師亜文
黄色いクレーン車。面倒見のよい、サンディーのパートナー。常に落ち着いて仕事に取り組んでいるが、実は競争が好き。
サンディー（Sandy/Sandy the Rail Speeder）
初登場・初台詞 - 第1シリーズ第1話
決め台詞 - ガッツリ！（Epic!）
声：グリー・ダンゴ/山下七海
ピンク色のモーターカー。その名の通り砂遊びや汚れ仕事が大好き。フロントバンパーの奥に様々な道具が用意されており、車両の修理や保線を手際よく行う。
ブルーノ（Bruno/Bruno the Brake Car）
初登場・初台詞 - 第2シリーズ第2話
声：チャック・スミス/竹内恵美子
赤いブレーキ車。車体番号は『43』。自閉症であり、予定通りの運行や決まりごとに拘っている。パーシーと同じく駄洒落が好き。また、煙で防音用のヘッドフォンを作ることもできる。

### サブキャラクター

#### 機関車
ゴードン（Gordon）
初登場・初台詞 - 第1シリーズ第1話
口癖 - なんなんだ！/なんてこった！（Great gears!）
声：ニール・クローン/武内駿輔
青いテンダー式蒸気機関車で、車体番号は『4』。かつてはソドー島で最も速く走る機関車だった。体裁を人一倍気にするが、仲間思いで仕事も時間通りにこなす、機関車たちのまとめ役。
ジェームス（James）
初登場・初台詞 - 第1シリーズ第3話
声：ルーク・マーティ/伊東健人
赤いテンダー式蒸気機関車で、車体番号は『5』。陽気で綺麗好きな自信家。
エミリー（Emily）
初登場 - 第1シリーズ第5話、初台詞 - 第1シリーズ第40話
声：ケイラ・ロレット/竹内恵美子
深緑色のテンダー式蒸気機関車で、車体番号は『12』。安全第一に働いており、トップハム・ハット卿の専用列車もよく任されている。第3シリーズでは常勤の安全担当機関車となった。
エドワード（Edward）
初登場 - 第1シリーズ第7話
青いテンダー式蒸気機関車で、車体番号は『2』。親切な働き者。昔話が好きで、年齢を気にされることが嫌い。
ヘンリー（Henry）
初登場 - 第1シリーズ第6話
緑色のテンダー式蒸気機関車で、車体番号は『3』。穏やかに過ごすことと、貨物列車を牽くことが好き。
トビー（Toby/Toby the Tram Engine）
初登場・初台詞 - 第2シリーズ第48話
声：エドワード・グレン/白石兼斗
ボディが木で覆われている路面蒸気機関車。車体番号は『7』。ユーモアがある大人で、自分に合った仕事に取り組む。
ソルティー（Salty）
初登場・初台詞 - 第2シリーズ第33話
声：スコット・マッコード/内野孝聡
ブレンダムの港で働く、赤いディーゼル機関車。車体番号は『2991』。海の話をすることが好き。陽気でいつも船乗りの歌を歌いながら仕事をする。
ウィフ（Whiff）
初登場 - 第1シリーズ第1話、初台詞 - 第2シリーズ長編
声：ジョー・ピングー/ディーン・フジオカ（長編第2作）、細谷カズヨシ（第2シリーズ - ）
眼鏡をかけた、深緑色のタンク式蒸気機関車。車体番号は『66』。普段は大好きな発明に勤しむためリサイクル工場に籠っているが、友好的で親切な性格。ソドー島にも詳しい。
紫色のテンダー式蒸気機関車（The Purple Tender Engine）
初登場 - 第1シリーズ第38話

#### 客車・貨車
アニーとクララベル（Annie and Clarabel）
初登場・初台詞 - 第1シリーズ第3話
声：キャサリン・ディッシャー（アニー）、リンダ・カッシュ（クララベル）/神本綾華
オレンジ色の客車。常に一緒に働いている仲良しな二人組。クララベルには顔にそばかすがついており、側面の模様もアニーより多く描かれている。
いたずら貨車・緑（Troublesome Truck #1）
初登場 - 第1シリーズ第3話、初台詞 - 第1シリーズ第6話
声：ジェイミー・ワトソン/岡本幸輔
態度が悪く、機関車をよく困らせる木造無蓋車。
いたずら貨車・赤（Troublesome Truck #2）
初登場 - 第1シリーズ第3話、初台詞 - 第1シリーズ第6話
声：コーリー・ドラン/堂坂晃三
もう一台の木造無蓋車。音楽が好き。
やっかいタンク車・紫（Troublesome Tanker #1）
初登場・初台詞 - 第2シリーズ第44話
声：ナオミ・スニッカス/ユルドゥズ香音
女性のおしゃべりなタンク車。
やっかいタンク車・紺（Troublesome Tanker #2）
初登場・初台詞 - 第2シリーズ第44話
声：マット・バラム/白石兼斗
もう一台のタンク車。男性。
ボクシー（Boxy/Boxy the Boxcar）
初登場 - 第1シリーズ第23話
整備工場の側線に留置されている、つぎはぎの有蓋車。老朽化により第2シリーズにて大改装を受ける。

#### クレーン
クランキー（Cranky）
初登場・初台詞 - 第1シリーズ第2話
声：コーリー・ドラン/堂坂晃三
ブレンダムの港に佇む灰緑色のクレーン。普段はしかめっ面だが、親切で友好的な様子を見せることも少なくない。
テス（Tess/Tess the Troublesome Crane）
初登場・初台詞 - 第2シリーズ第4話
声：カイア・オズデミール/水野亜美
ケルスソープに佇む、青緑色のガントリークレーン。仕事熱心だが、少し嫌味っぽい。
ベレスフォード（Beresford）
初登場・初台詞 - 第2シリーズ第9話
声：ダン・シャムルワ/野沢聡
青いガントリークレーン。車輪と線路を使い、ソドー島各地で働くことができる。背が高く、俊敏な動きはできないが、いつでも積極的に友達を助けようとしている。

#### 船
バルストロード（Bulstrode/Bulstrode the Barge）
初登場、初台詞 - 第1シリーズ長編
声：ジェイミー・ワトソン/内野孝聡
大型の古い艀。穏やかな性格で、ゆっくりと喋る。
スキフ（Skiff/Skiff the Sailboat）
初登場・初台詞 - 第1シリーズ第23話
声：ジェイミー・ワトソン/宮田幸季
ブレンダムの港に暮らすヨット。海での冒険や競争が大好きで、「やればできる」という姿勢で挑戦している。陸に上がると陸酔いを起こして気分が悪くなってしまう。
タグボート（Tugboat）
初登場 - 第1シリーズ第1話
ソドー島を横断している。男性。

#### そのほかの乗り物
ハロルド（Harold/Harold the Hericopter）
初登場 - 第1シリーズ長編、初台詞 - 第1シリーズ第28話
声：ブルース・ダウ/神尾晋一郎
ヘリコプター。パイロットの専門用語を話しながら、空から島のパトロールをしたり機関車を助けたりする。
テレンス（Terence/Terence the Tractor）
初登場・初台詞 - 第2シリーズ第38話
声：カイ・ハリス（第2シリーズ）→マイロ・トリエルマックギボン（第3シリーズ - ）/久遠エリサ
オレンジ色のトラクター。自身のキャタピラーでどこでも走れることが自慢。排土板とベーラーを持っている。
ダーシー（Darcy/Darcy the Driller）
初登場・初台詞 - 長編第2作
声：デイナ・プディコム/やす子（長編第2作）
黄色い掘削機。長い間地下に籠もり、大好きな掘削に勤しんでいた。
ウィンストン（Winston）
初登場・初台詞 - 第3シリーズ第16話
声：アイヴァン・シェリー/
赤いモーターカー。エミリーに代わり、トップハム・ハット卿を乗せて走ることとなった。

#### 海外のなかま
ケンジ（Kenji）
初登場・初台詞 - 第1シリーズ第11話
声：キンタロー・アキヤマ/西山宏太朗
日本出身の超特急。常に落ち着いているが、仲間が必要としているときは快く駆け付ける友好的な性格。様々なレースで優勝しており、現在はソドー島で働いている。
ヨンバオ（勇宝/Yong Bao）
初登場・初台詞 - 第1シリーズ第27話
声：パトリック・クウォクチョオン/陣谷遥
中国の赤いテンダー式蒸気機関車。勇敢な機関車として名高く、親切で誰からも好かれている。
アシマ（Ashima）
初登場・初台詞 - 第2シリーズ第5話
声：ディヤ・キチツリ/奥友沙絢
インドで働いている、登山向けのタフなタンク式蒸気機関車。ボリウッド映画に出たことがある。

#### 動物
ウィルソン（Wilson）
初登場 - 第1シリーズ第44話（ショートアニメ）
声：不明/山下七海
ディーゼルになついたカモメ。ニアやクランキーとも仲良し。
モニカ（Monica）
初登場 - 第2シリーズ第25話
ディーゼルになついた仔羊。
ヘネロペ（Henelope）
初登場 - 第2シリーズ第23話
ウィフと暮らす紫色の鶏。片付けが得意。
プリンセス（Princess）
初登場 - 第4シリーズ第10話
声 - リンダ・カッシュ/
いくつものブルーリボンを獲得した牛。

#### 映画・漫画のキャラクター
ウルトラトレインとトレイニアック（Ultratrain and Trainiac）
初登場・初台詞 - 第1シリーズ第19話
声：コーリー・ドラン/武内駿輔（ウルトラトレイン）、岡本幸輔（トレイニアック）
人気映画に登場するスーパートレインとそのヴィラン。
ウルトラトレインの仲間（Ultratrain'ｓ Sidekicks）
初登場 - 第3シリーズ第24話
ウルトラトレインの漫画に登場する仲間たち。青い大型車両のプルマン（Pullman）と赤いブレーキ車のコズミック・カブース（Cosmic Caboose）を含んだ計4台。

#### 人間
トップハム・ハット卿（Sir Topham Hatt）
初登場・初台詞 - 第1シリーズ第7話
声：ブルース・ダウ/岡本幸輔
ノース・ウェスタン鉄道の管理人。ファーストネームはバートラム（Bertram）。お祝い事が好きで、本シリーズではイベントの主催者として登場することが多い。時間に対しては心配性だが、機関車たちを心から頼りにしている。
本シリーズでは唯一台詞をもつ人間のキャラクターである。また本来の"The Fat Controller （ふとっちょのきょくちょう）"という愛称が一切使用されなくなった。
人々（Human Characters）
初登場 - 第1シリーズ第7話
声：不明/Lucky²（長編第1作）
ソドー島で過ごす人々。鉄道沿線にて活動していたり、トップハム・ハット卿のイベントに参加していたりする。固有の台詞はもたない。
レジナルド（Reginald/Reginald the Baker）
初登場 - 第3シリーズ第2話、初台詞（歌声） - 第4シリーズ長編
声 - リンダ・カッシュ/
ピール・ゴッドレッドのベーカリーカフェで働くケーキ職人。高い声で歌う。
トップハム・ハット卿1世（Sir Topham Hatt I ）
初登場 - 第2シリーズ第32話
バートラムの曾祖父であり、ノース・ウェスタン鉄道の創設者。髭を生やしていた。

### 長編ゲストキャラクター

#### めざせ！夢のチャンピオンカップ（第1シリーズ）
ソドー島で開催されるレース「ソドーカップ」の為に海を越えてやってきた車両たち。
ヒロ（Hiro）
テレビシリーズ初登場・初台詞 - 第4シリーズ第11話
声：キンタロー・アキヤマ/酒井敬幸
日本出身の経験豊富な黒いテンダー式蒸気機関車。車体番号は『51』。ケンジのかつての先生。
ファローナ（Farona）
テレビシリーズ初登場 - 第2シリーズ第13話
声：ハンバリー・ゴンザレス/YOU
スペイン出身の黄色い電車。意地悪な性格で、レースに勝つためには手段を選ばない。
フレデリコ（Frederico）
テレビシリーズ初登場 - 第2シリーズ第13話
トーマス・サントロ/藤井隆
黒い電車。ファローナと双子で、レースではいつも彼女の後ろについて走る。
リフ（Riff）
テレビシリーズ初登場・初台詞 - 第2シリーズ第24話
声：アディソン・ホーリー/望田ひまり
黄色のラインと赤いボディの電車。陽気な性格だが、やや感傷的。
ジフ（Jiff）
テレビシリーズ初登場・初台詞 - 第2シリーズ第24話
声：エヴァニー・ローゼン/遠藤さやか
緑色のラインと赤いボディの電車。双子のリフと走り、ときに励ましている。

#### サンタをさがせ! パーシーのクリスマス急行（第3シリーズ）
サンタクロース（Santa）
声：マイケル・ドブソン/サンタクロース
北極に暮らす男性。トナカイの牽くソリで世界中を飛び回り、子どもたちにクリスマスプレゼントを届けている。

#### Sodor Sings Together（第4シリーズ）
ダック （Duck）
車体番号『8』のパニアタンク式蒸気機関車。ボディには出身であるグレート・ウェスタン鉄道の緑色とイニシャルを纏っている。
スリップコーチ（Slip Coaches）
車内から連結を解除することのできる3台の客車。ダックとは同郷の仲間。

### 玩具限定キャラクター
ドナルド（Donald）
黒いテンダー式蒸気機関車。車体番号は『9』。

## 登場スポット
特に記載のない限り、ノース・ウェスタン鉄道と関わるソドー島内の場所を挙げている。
ティドマス機関庫（Tidmouth Sheds）
トーマス、パーシー、カナ、ニア、ディーゼルの5台が休む機関庫。彼らのプライベートスペースにもなっている。
ブルーノの車庫（Bruno's Shed）
ティドマス機関庫の先にある。内壁には六角形の吸音マットが貼られている。
整備場（The Maintenance Yard）
ティドマスに位置。カーリーとサンディーの本拠地であり、修理が必要な車両はここを訪れる。トーマスとカーリーが築いた「スーパーぐるぐるくるりんぱ線路」などの障害物コースもある。
ブレンダムの港（Brendam Docks）
大きな港。波止場が旅客用とクランキーの佇む貨物用とで分けられている。
ウィフのリサイクル工場（Whiff's Recycling Plant）
必要がなくなった多くのものはここに運ばれ、リサイクルされたりウィフの実験や発明の糧となったりする。
ナップフォード（Knapford）
島の西海岸にある町。ドーム屋根の大きな駅があり、貨物列車が用意されることも多い。ゴードンが暮らしている。
ヴィカーズタウン（Vicarstown）
島の最東端の町で、大きな駅や博物館、舞台ステージ、メインランドにつながる橋など様々な施設が登場する。トップハム・ハット卿の暮らす場所でもある。
マッコールさんの農場（MacColl's Farm）
家族経営。牛や豚、羊、鶏、トラクターのテレンスが暮らしている。鉄道による家畜の輸送がよく行われている。
クイックドロー橋（Quickdraw Bridge）
島内にある電気仕掛けの跳ね橋。
ソドー吊り橋（Sodor Suspension Bridge）
高く大きな吊り橋。眺めは良いが、パーシーは苦手。
ハーウィック（Herwick）
港町。トップハム・ハット卿がよく行く帽子屋や、船の修理場がある。
カーク・ローナン（Kirk Ronan）
支線の終点。中世フェスの行われる古い城（ロルフ城）、港町（第1シリーズ長編ではハーウィックの流用）がある。
ピール・ゴッドレッド（Peel Godred）
レジナルドのベーカリーカフェがある街。初登場時（第1シリーズ第32話）のセットは風車が取り除かれたハーウィックの流用だった。
ケルスソープ（Kellsthorpe Road）
駅のそばに運河が流れており、テスの働く貨物区がある。
クロンクの交差点（Cronk's Crossing）
信号による混雑が生じるため、立体交差とループを用いたものに造り替えられた。
ノランビー・ビーチ（Norramby Beach）
観光地。本線からここまで続くトーマスの秘密の近道がある。
キャノンボール・カーブ（Canonball Curve）
急カーブの続く下り坂。『汽車のえほん』における「魔の尾根（Devil's Back）」にあたる。
クランブルの谷（Crumble Canyon）
脆い岩間に線路が敷かれており、常に落石が生じている。ときおり大きな岩が転がってくる。
ブルーマウンテンの丘（Blue Mountain Hills）
ジグザグの急カーブが続く丘。
ダークウッドの森（The Dark Woods）
自然豊かな森。本線から農場までの1番の近道だが、揺れの激しい橋がある。鉱山の入り口が発見された。
クリスタルの洞窟（The Crystal Cave）
古い鉱山の地下深くにある。古い給水塔から地図が発見されたことを機に、再開発が始まった。
ルックアウトマウンテン（Lookout Mauntain）
ソドー島一帯を見渡すことができる高い山。中に閉鎖された鉱山がある。長い間忘れられていたが、内部が鉄骨で補強され、安全な観光地となった。
ウェイランド（Wayland）
メインランドに位置する駅。
リック・サヴァルの故郷の地名と「遠く離れた場所」という言葉の響きから考案されたが、偶然にもイギリスのノーフォークに同名の地名が実在している。

## 用語
みんなでゴー！（All Engines Go!）
シリーズのタイトルでもある、機関車たちの掛け声。
全速前進！（Full Steam Ahead!）
トーマスがよく用いる掛け声。
ボルト（Bolts!）
ここでは不満や嫌悪の感嘆として使われ、「がっかり！」や「しまった！」などと吹き替えられている。
汽車トモ（Loc-Amigo）
トーマスとパーシーが、お互いを呼ぶときに用いられる。
煙タッチ（Sky-Five）
煙によるハイタッチ（High-Five）。
カンペきかんしゃ！（Traintastic!）
『チャギントン』にてよく用いられていたフレーズ。
ビリビリ絵文字（Sparky Shapes）
カナが頭から放出するホログラム。感情表現のために、様々な表情の絵文字や形を築くことができる。
ラスティ（Rusty）
ディーゼルのお気に入りのオイル缶。その名の通り、さびついている。

### サンディーの発明品
おばけ退治マシーン→大大大冒険マシーン（Ghost-Scaring Machine→The Biggest Adventure Machine）
パーシーの冒険のお供。ライトやサイレンに加え、様々な装備をもっている。
おばけ退治でなくとも役に立つため、改名された。
びっくり貨車（Confetti Car）
機関車が連結と開放をすると、屋根から紙吹雪が飛び出す有蓋車。
ギーギーネーター（The Squeakinator）
4本のホースから潤滑油を放出する。

## 楽曲

### オープニングテーマ
カナダ放映版では、トーマスが大・大・大冒険クラブのメンバーを順に紹介していく30秒間となっているが、他の国ではその紹介パートを差し替えた歴代最短である15秒版が使用されている。エンディングではオフボーカル版が流れる。
日本語版は、2022年12月19日放送の『グレーテルのかまど』第153回「きかんしゃトーマスのクリスマスプディング」内にて本編の放送に先駆け15秒版が公開。2023年2月23日には、Lucky²の披露する振り付けとともに30秒版がYoutubeに投稿された。
ジョナサン・エヴァンスとデイブ・メリットが作曲した30秒版のデモバージョンが、メリット率いるバンド”The Golden Seals”のSoundCloudアカウントに投稿されている。なおエヴァンスとバンドメンバーのマット・ウィメットは本編の挿入歌も担当している。

#### ロングバージョン
全ての楽曲において、フレーズを繰り返したロングバージョンも存在し、韓国ではこのバージョンのテーマソングがオープニングとして使用されている。また英語版のみ本編とは別の声優によって歌われており、公式YouTubeチャンネルにて聴くことができる。
日本ではミュージックビデオの公開に先駆け、小学館のカラーワイド『きかんしゃトーマス なかよしいっぱいブック』に歌詞と楽譜が掲載。その後、第1シリーズ長編の主題歌という扱いのもと2023年2月1日にYoutubeにて公開された。JASRAC出2209986-201。

### 挿入歌
2話に1曲（主に奇数話）、長編では1本につき3曲、脚本家が作詞したミュージカル調の歌が挿入されている。シリーズ構成がクレイグ・カーライルに引き継がれて以降、彼やプロデューサーのジョー・シフタが作詞に加わることが多くなった。
第4シリーズでは、これまでの挿入歌が劇伴として頻繁に用いられている。特に同シリーズ長編ではミュージカルをテーマとしているため、新曲が5部、歌唱付きで既出の曲が6部用いられた。

#### ミュージックビデオ
オープニングテーマ同様、本編とは異なる声優によるロングバージョンとそのミュージックビデオがYouTubeに投稿されており、第1シリーズ第27話から37話までのものは本編の放送に先駆けて公開された。
ミュージックビデオの映像は基本そのエピソードのものしか使用されないが、第1シリーズ第39話や52話などおもにシリーズの節目では例外が見られる。どの国でも翻訳版は製作されておらず、各国の公式YouTubeチャンネルに投稿されていたとしても、本編の切り抜きか英語版そのままで留められている。ただし例外として日本では、長編のリリースに合わせ、一部楽曲の自国語版が制作・公開されている。

### その他
日本独自企画として、2025年にオリジナルシリーズのテーマソング『きかんしゃトーマスのテーマ2（原題：Engine Roll Call）』が大・大・大冒険クラブのメンバーによって歌唱された。

## 制作史・エピソードリスト

### シリーズ概要
| シリーズ | シリーズ | エピソード数 | オリジナル    | オリジナル    | 日本           | 日本         |
| シリーズ | シリーズ | エピソード数 | 初回放送日    | 最終放送日    | 初回放送日     | 最終放送日   |
| -------- | -------- | ------------ | ------------- | ------------- | -------------- | ------------ |
|          | 1        | 52           | 2021年9月18日 | 2022年5月29日 | 2022年12月24日 |              |
|          | 2        | 52           | 2022年9月17日 | 2023年8月19日 | 2023年4月8日   | 2025年6月7日 |
|          | 3        | 26           | 2024年2月3日  | 2024年6月29日 |                |              |
|          | 4        | 26           | 2025年4月6日  |               |                |              |

### 前史（ –2021）
2019年、カナダのネルバナは現在とは異なるキャラクターデザインでのパイロットムービーを製作した。マテルはこのテストアニメに興味を示し、本作での制作提携が決定された。全編の一般公開はされなかったものの、カートゥニートのプロモーションにてトーマスがわらを運ぶシーンや、ゴードンの登場シーンが使用された。また、ストーリーボードの一部が第1シリーズ第11話、第30話のものとともにスタッフの公式サイトに投稿された（その後削除）。
シリーズ全体の製作はアメリカ合衆国やメキシコを含めた北米圏主幹で行われることとなり、制作総指揮のリック・サバルやクリエイティブ・ディレクターのモニカ・デニスらを中心に進められた。脚本陣も第22シリーズより参加しているマイケル・ホワイトを除き一新されている。
キャスティングもカナダの声優を中心にオーディションが行われ、『きかんしゃトーマス 魔法の線路』でゴードン役を担当したニール・クローンが同役を再演することとなった。また、子役に対しては台本上でキャラクター名を変更するなど、企画内容が伏せられた上で行われた。

### 第1シリーズ（2021–2022）
全52話各11分。メキシコでは2021年8月23日から9月4日の間に第13話まで先行放送されたのち、9月中旬に北米圏での放送が開始。
米国のNetflixでは英語版、メキシコ吹替版、ブラジル吹替版を同時に、第1〜26話、第27〜39話、第40〜52話と分割して配信。うち第19〜26話は放送に先駆けた公開となった。
日本では2022年から2023年にかけて全52話のうち46話分を放送。未放送分は2025年3月28日に映画『ぼくのたいせつなともだち（英題：The Biggest Friends of All）』としてまとめて全国の劇場にて公開された。
なお、リック・サバルはドリームワークス配給のアニメーション作品『デュードロップ・ダイアリーズ（Dew Drop Diaries）』の制作に取り組むこととなった為、第20話で構成をクレイグ・カーライルに引き継ぎ、第34話で当企画から退いた。
| 話数                   | 話数     | サブタイトル                                                 | 監督                                      | 脚本・作詞                                                                   | 挿入歌作曲 | 初回放送日     | 初回放送日     |
| プロダクションオーダー | 日本の旗 | サブタイトル                                                 | 監督                                      | 脚本・作詞                                                                   | 挿入歌作曲 | カナダの旗     | 日本の旗       |
| ---------------------- | -------- | ------------------------------------------------------------ | ----------------------------------------- | ---------------------------------------------------------------------------- | --- | -------------- | -------------- |
| 1                      | 1        | トーマスのやくそく A Thomas Promise                          | ジェイソン・グロー                        | リック・サバル                                                               | ネイト・クレイスワース                                                                                                  | 2021年9月18日  | 2022年12月24日 |
| 2                      | 2        | トーマスロケット Thomas Blasts Off                           | キャンベル・ブライヤー                    | クリストファー・J・ジェンタイル                                              | | 2021年9月18日  | 2022年12月24日 |
| 3                      | 3        | ひみつのスパイ ナンバー・ワン License to Deliver             | キャンベル・ブライヤー                    | ピーター・ガフニー                                                           | ジョナサン・エヴァンス                                                                                                  | 2021年9月19日  | 2023年1月7日   |
| 4                      | 4        | たのしいコースであそぼう Rules of the Game                   | ジェイソン・グロー                        | エイドレア・ウォルデン                                                       | | 2021年9月19日  | 2023年1月7日   |
| 5                      | 5        | しずかにはしろう A Quiet Delivery                            | ジェイソン・グロー                        | デイヴィッド・シェイン                                                       | ジュリー・フェーダー | 2021年9月25日  | 2023年1月14日  |
| 6                      | 51       | Kana Goes Slow                                               | キャンベル・ブライヤー                    | クレイグ・カーライル                                                         | | 2021年9月25日  | [ 注釈 33 ]    |
| 7                      | 7        | ドラゴンときしだん Dragon Run                                | キャンベル・ブライヤー                    | クリストファー・ジェンタイル                                                 | キアラ・ヤング ライアン・マーシャル                                                                                     | 2021年9月26日  | 2023年1月21日  |
| 8                      | 8        | だいぼうけんクラブ The Biggest Adventure Club                | ジェイソン・グロー                        | ピーター・ガフニー                                                           | | 2021年9月26日  | 2023年1月21日  |
| 9                      | 9        | パーシーのラッキーベル Precy's Lucky Bell                    | ジェイソン・グロー                        | エイドレア・ウォルデン                                                       | ジュリー・フェーダー | 2021年10月2日  | 2023年1月28日  |
| 10                     | 10       | サンディーは すながすき Sandy's Sandy Shipment               | キャンベル・ブライヤー                    | カリッサ・バレンシア                                                         | | 2021年10月2日  | 2023年1月28日  |
| 11                     | 11       | いえをはこぶほうほう A Wide Delivery                         | キャンベル・ブライヤー                    | ニキ・リットン                                                               | ヒル・クルクティス ダムネイト・ドイル                                                                                   | 2021年10月3日  | 2023年2月4日   |
| 12                     | 12       | かぞえて モーモー Counting Cows                              | ジェイソン・グロー                        | リズ・ハラ                                                                   | | 2021年10月3日  | 2023年2月4日   |
| 13                     | 13       | おんがくはあちこちに Music is Everywhere                     | ジェイソン・グロー                        | アダム・ビーチェン                                                           | マット・ウィメット | 2021年10月9日  | 2023年2月11日  |
| 14                     | 14       | ぎゃくにするひ Backwards Day                                 | キャンベル・ブライヤー                    | クレイグ・カーライル                                                         | | 2021年10月9日  | 2023年2月11日  |
| 長編                   | 長編     | めざせ!夢のチャンピオンカップ Race for the Sodor Cup         | ジェイソン・グロー キャンベル・ブライヤー | ピーター・ガフニー                                                           | ジュリー・フェーダー（1曲目） アンヌリーズ・ノローニャ（2曲目） ヒル・クルクティス（3曲目） ダムネイト・ドイル（3曲目） | 2021年10月10日 | 2024年3月10日  |
| 15                     | 15       | にじをおいかけて Chasing Rainbows                            | キャンベル・ブライヤー                    | ブランドン・ビオレット                                                       | ジョナサン・エヴァンス                                                                                                  | 2021年10月16日 | 2023年2月18日  |
| 16                     | 16       | ニアのおおきなふうせん Nia's Balloon Blunder                 | ジェイソン・グロー                        | パトリック・リーガー                                                         | | 2021年10月16日 | 2023年2月18日  |
| 17                     | 17       | はたをおいかけろ Capture the Flag                            | ジェイソン・グロー                        | デニース・ダウナー                                                           | ネイト・クレイスワース                                                                                                  | 2021年10月23日 | 2023年2月25日  |
| 18                     | 18       | ミステリー プレゼント Mystery Boxcars                        | キャンベル・ブライヤー                    | フィル・モリー                                                               | | 2021年10月23日 | 2023年2月25日  |
| 19                     | 19       | トーマスはスーパートレイン？ Super Screen Cleaners           | キャンベル・ブライヤー                    | ブレント・ピアスコスキー                                                     | マット・ウィメット | 2021年10月30日 | 2023年3月4日   |
| 20                     | 20       | パーシー はじめてのキャンプ Overnight Stop                   | ジェイソン・グロー                        | ニキ・リットン                                                               | | 2021年10月30日 | 2023年3月4日   |
| 21                     | 21       | じょうだんで わらおう The Joke is on Thomas                  | ジェイソン・グロー                        | ブライアン・スウェンリン                                                     | アシャー・レンツ スティーブン・スクラット                                                                               | 2021年11月6日  | 2023年3月11日  |
| 22                     | 22       | ビーチはどっち? Lost and Found                               | キャンベル・ブライヤー                    | サラ・アイゼンバーグ ベッキー・ウォンバーグ                                  | | 2021年11月6日  | 2023年3月11日  |
| 23                     | 23       | ぼくだけの ぼうけん Thomas' Day Off                          | キャンベル・ブライヤー                    | クレイグ・カーライル                                                         | ジュリー・フェーダー | 2021年11月13日 | 2023年3月25日  |
| 24                     | 24       | ほんとうのいちばん The Real Number One                       | ジェイソン・グロー                        | ジャヤ・ラムダス                                                             | | 2021年11月13日 | 2023年3月25日  |
| 25                     | 25       | ジェットコースターってさいこう Roller Coasting!              | ジェイソン・グロー ショーン・ジェフリー   | ジェフ・グッド クレイグ・カーライル（作詞のみ）                              | マット・ウィメット | 2021年11月20日 | 2023年4月1日   |
| 26                     | 26       | ていでんなんてもんだいない No Power, No Problem!             | キャンベル・ブライヤー                    | ダン・サルガロロ                                                             | | 2021年11月20日 | 2023年4月1日   |
| 27                     | 27       | ゆうかんなトラのきかんしゃ The Tiger Train                   | キャンベル・ブライヤー                    | ブランドン・ビオレット クレイグ・カーライル（作詞のみ）                      | ネイト・クレイスワース                                                                                                  | 2022年4月9日   | 2023年4月15日  |
| 28                     | 6        | せんすいかん だいさくせん The Can-Do Submarine Crew!         | ジェイソン・グロー ショーン・ジェフリー   | アダム・ビーチェン                                                           | | 2022年4月9日   | 2023年1月14日  |
| 29                     | 48       | Thomas and Percy's Eggsellent Adventure                      | ジェイソン・グロー ショーン・ジェフリー   | ブレント・ピアスコスキー クレイグ・カーライル（作詞のみ）                    | ヒル・クルクティス ダムネイト・ドイル                                                                                   | 2022年4月10日  | [ 注釈 37 ]    |
| 30                     | 52       | Callilope Crack-Up                                           | キャンベル・ブライヤー                    | サラ・アイゼンバーグ ベッキー・ウォンバーグ                                  | | 2022年4月10日  | [ 注釈 37 ]    |
| 31                     | 29       | きょうりゅうのほね Tyrannosaurus Wrecks                      | キャンベル・ブライヤー                    | クリストファー・ジェンタイル                                                 | マット・ウィメット | 2022年4月16日  | 2023年4月22日  |
| 32                     | 30       | スーパールートでいこう The Super-Long Shortcut               | ジェイソン・グロー ショーン・ジェフリー   | ピーター・ガフニー                                                           | | 2022年4月16日  | 2023年4月22日  |
| 33                     | 47       | A Light Delivery                                             | ジェイソン・グロー ショーン・ジェフリー   | ニキ・リットン                                                               | ヒル・クルクティス ダムネイト・ドイル                                                                                   | 2022年4月17日  | [ 注釈 39 ]    |
| 34                     | 28       | かわくまでまてない The Paint Problem                         | キャンベル・ブライヤー                    | アンディ・ヤーキス                                                           | | 2022年4月17日  | 2023年4月15日  |
| 35                     | 31       | ステキなものがいっぱい A Wonderful World                     | キャンベル・ブライヤー                    | レキシー・カハノビッツ                                                       | ネイト・クレイスワース                                                                                                  | 2022年4月23日  | 2023年4月29日  |
| 36                     | 32       | きてきのこわれたトーマス Whistle Woes                        | ショーン・ジェフリー                      | サラ・アイゼンバーグ ベッキー・ウォンバーグ                                  | | 2022年4月23日  | 2023年4月29日  |
| 37                     | 33       | じょうきでスッキリ Letting Off Steam                         | ショーン・ジェフリー                      | サラ・アイゼンバーグ ベッキー・ウォンバーグ クレイグ・カーライル（作詞のみ） | ジュリー・フェーダー | 2022年4月24日  | 2023年5月6日   |
| 38                     | 49       | Nia's Perfect Plan                                           | キャンベル・ブライヤー                    | ピーター・ガフニー                                                           | | 2022年4月24日  | [ 注釈 41 ]    |
| 39                     | 35       | おもいでをおくろう Something to Remember                     | キャンベル・ブライヤー                    | パトリック・リーガー                                                         | ジョナサン・エヴァンス                                                                                                  | 2022年4月30日  | 2023年5月13日  |
| 40                     | 36       | あらしのなかのサンディー Sandy Versus the Storm              | ショーン・ジェフリー                      | ジョーダン・ガーショウィッツ                                                 | | 2022年4月30日  | 2023年5月13日  |
| 41                     | 37       | たのしいあき みつけた An UnbeLEAFable Day                    | ショーン・ジェフリー                      | ギア・ゴッドフリー クレイグ・カーライル（作詞のみ）                          | マット・ウィメット | 2022年5月1日   | 2023年5月20日  |
| 42                     | 38       | ゆうれいれっしゃ Ghost Train                                 | キャンベル・ブライヤー                    | エバ・コンスタントプーロス                                                   | | 2022年5月1日   | 2023年5月20日  |
| 43                     | 50       | A Rusty Rescue                                               | キャンベル・ブライヤー                    | ニキ・リットン                                                               | アンヌリーズ・ノローニャ                                                                                                | 2022年5月7日   | [ 注釈 42 ]    |
| 44                     | 34       | かくれんぼ びっくり！ Hide and Surprise!                     | ショーン・ジェフリー                      | レキシー・カハノビッツ                                                       | | 2022年5月7日   | 2023年5月6日   |
| 45                     | 39       | ディーゼルとしゃりん Pop a Wheelie                           | ショーン・ジェフリー                      | スーザン・キム クレイグ・カーライル（作詞のみ）                              | ジョナサン・エヴァンス                                                                                                  | 2022年5月8日   | 2023年5月27日  |
| 46                     | 40       | さよなら おばけたいじマシーン Goodbye, Ghost-Scaring Machine | キャンベル・ブライヤー                    | アンディ・ヤーキス                                                           | | 2022年5月8日   | 2023年5月27日  |
| 47                     | 41       | カウベルをかえして More Cowbell                              | キャンベル・ブライヤー                    | サラ・アイゼンバーグ ベッキー・ウォンバーグ クレイグ・カーライル（作詞のみ） | アンヌリーズ・ノローニャ                                                                                                | 2022年5月15日  | 2023年6月3日   |
| 48                     | 42       | トップハム・ハットきょうのぼうし Sir Topham Hatt's Hat       | ショーン・ジェフリー                      | デニース・ダウナー                                                           | | 2022年5月15日  | 2023年6月3日   |
| 49                     | 43       | ニアのかんぺきなパーティー Nia's Surprising Surprise         | ショーン・ジェフリー                      | マイケル・ホワイト クレイグ・カーライル（作詞のみ）                          | ネイト・クレイスワース                                                                                                  | 2022年5月22日  | 2023年6月10日  |
| 50                     | 44       | トーマスのあたらしいけしき A New View for Thomas             | キャンベル・ブライヤー                    | ジャヤ・ラムダス                                                             | | 2022年5月22日  | 2023年6月10日  |
| 51                     | 45       | せんろをはしるスキフ Skiff Sails Sodor                       | キャンベル・ブライヤー                    | ダニエル・シェアストロム                                                     | | 2022年5月29日  | 2023年6月17日  |
| 52                     | 46       | ソドーとうのうた Song of Sodor                               | ショーン・ジェフリー                      | クレイグ・カーライル                                                         | マット・ウィメット | 2022年5月29日  | 2023年6月17日  |

### 第2シリーズ（2022–2023）
このシリーズより、自閉症スペクトラム障害を抱えるキャラクター、ブレーキ車ブルーノが登場する。当シリーズはブルーノの初主役回である第3話「ブレーキしゃのブルーノ(Shake, Rattle and Bruno)」が2022年9月7日にYouTubeで公開されたのち、同月12日より米国にて放送開始。第4話以降の多くはカナダやメキシコにて、一部のエピソードは挿入歌が先行配信されたのち米国にて初回放送がなされた。
ブルーノのキャラクター開発にあたり、自身も自閉症であるライターのダニエル・シェアストロム及び自閉症啓発ネットワークASANが監修として携わっているほか、北米・英国吹替ともに自閉症の少年が起用されている。
加えて第1シリーズでは予算の都合により姿を現さなかったウィフや、ヨンバオに続くゲストキャラクター・アシマ等過去シリーズのキャラクターやスポットも続々登場する。トビー役には『魔法の線路』でトーマスを演じたエドワード・グレンが起用された。
また、ディーゼルの声優が変声期により変更された。トーマスの声優に関しても、ピッチ加工によってシリーズ中盤まで対応していたが、こちらも変更となった。
日本では2023年4月8日にブルーノ登場回が先行放送、6月24日、7月1日に放送されたのち、7月8日より3DCGアニメーションシリーズ、11月18日より第1シリーズの再放送が行われ、2024年4月6日より再開。
監督はショーン・ジェフリーが務めた「パーシーがきえた！」「アシマがソドーとうにやってきた」の2話を除き全てキャンベル・ブライヤーが担当している。
| 話数                   | 話数       | 話数     | サブタイトル                                                                    | 脚本・作詞                                                                                              | 挿入歌作曲 | 初回放送日     | 初回放送日     |
| プロダクションオーダー | カナダの旗 | 日本の旗 | サブタイトル                                                                    | 脚本・作詞                                                                                              | 挿入歌作曲 | カナダの旗     | 日本の旗       |
| ---------------------- | ---------- | -------- | ------------------------------------------------------------------------------- | --- | --- | -------------- | -------------- |
| 1                      | 1          | 3        | とてもはやいふたり Fast Friends                                                 | サラ・アイゼンバーグ ベッキー・ウォンバーグ クレイグ・カーライル（作詞のみ） ジョー・シフタ（作詞のみ） | ジュリー・フェーダー | 2022年9月17日  | 2023年6月24日  |
| 2                      | 2          | 2        | パーシーがきえた！ Percy Dissapears                                             | ピーター・ガフニー                                                                                      | | 2022年9月17日  | 2023年4月8日   |
| 9                      | 3          | 1        | ブレーキしゃのブルーノ Shake, Rattle, and Bruno                                 | ダニエル・シェアストロム クレイグ・カーライル（作詞のみ）                                               | マット・ウィメット | 2022年9月18日  | 2023年4月8日   |
| 10                     | 4          | 8        | デンキがない！ Blackout!                                                        | ブレント・ピアスコスキー                                                                                | | 2022年9月18日  | 2024年4月6日   |
| 3                      | 5          | 5        | アシマがソドーとうにやってきた Ashima's Amazing Arrival                         | ニキ・リットン クレイグ・カーライル（作詞のみ） ジョー・シフタ（作詞のみ）                              | アンヌリーズ・ノローニャ                                                                                                | 2022年9月25日  | 2023年7月1日   |
| 4                      | 6          | 6        | トライハーフロン Try-and-a-Half-a lon                                           | デニース・ダウナー                                                                                      | | 2022年9月25日  | 2023年7月1日   |
| 5                      | 7          | 7        | カーリーのすごいマグネット Carly's Magnificent Magnet                           | ジョーダン・ガーショウィッツ クレイグ・カーライル（作詞のみ）                                           | ジョナサン・エヴァンス                                                                                                  | 2022年10月2日  | 2024年4月6日   |
| 6                      | 8          | 4        | パーシー つぎのしごとをさがす New Mail Engine in Town                           | レキシー・カハノビッツ                                                                                  | | 2022年10月2日  | 2023年6月24日  |
| 長編                   | 長編       | 長編     | 大冒険!ルックアウトマウンテンとひみつのトンネル The Mystery of Lookout Mountain | クレイグ・カーライル ダニエル・シェアストロム（脚本のみ） ジョー・シフタ（3曲目作詞のみ）               | ヒル・クルクティス（1曲目） ダムネイト・ドイル（1曲目） ジュリー・フェーダー（2曲目） アンヌリーズ・ノローニャ（3曲目） | 2022年10月8日  | 2025年2月24日  |
| 7                      | 9          | 9        | ぷかぷかパーシー Hot Air Percy                                                  | エイドレア・ウォルデン                                                                                  | ヒル・クルクティス ダムネイト・ドイル                                                                                   | 2022年10月9日  | 2024年4月13日  |
| 8                      | 10         | 10       | ギーギーモンスター カーリー Carly's Screechy Squeak                             | ジョン・ロイ                                                                                            | | 2022年10月9日  | 2024年4月13日  |
| 11                     | 11         | 11       | あたらしいせんろ Brand New Track                                                | ピーター・ガフニー クレイグ・カーライル（作詞のみ）                                                     | ティカ・シモン ラナイ・ガブリエル                                                                                       | 2022年10月16日 | 2024年4月20日  |
| 12                     | 12         | 12       | ニオイモンスター Stink Monster                                                  | ベッキー・ウォンバーグ サラ・アイゼンバーグ                                                             | | 2022年10月16日 | 2024年4月20日  |
| 21                     | 13         | 19       | ちきゅうは はずむ Off the Rails                                                 | ピーター・ガフニー クレイグ・カーライル（作詞のみ）                                                     | エイヴァ・キバリアン | 2022年10月23日 | 2024年5月18日  |
| 22                     | 14         | 20       | ディーゼル、うんざりする Diesel's Dilemma                                       | レキシー・カハノビッツ                                                                                  | | 2022年10月23日 | 2024年5月18日  |
| 15                     | 15         | 13       | まるで、しんぴんみたい Good as New                                              | スーザン・キム クレイグ・カーライル（作詞のみ） ジョー・シフタ（作詞のみ）                              | ジョナサン・エヴァンス                                                                                                  | 2022年10月30日 | 2024年4月27日  |
| 16                     | 16         | 14       | キレイなだけじゃない More Than a Pretty Engine                                  | ジャヤ・ラムダス                                                                                        | | 2022年10月30日 | 2024年4月27日  |
| 17                     | 17         | 15       | ウキウキゆきかき Snowplow Struttin                                              | ニキ・リットン                                                                                          | ジャレル・ヤング | 2022年11月6日  | 2024年5月4日   |
| 18                     | 18         | 16       | トーマスがまとめやく Thomas in Charge                                           | アンディ・ヤーキス                                                                                      | | 2022年11月6日  | 2024年5月4日   |
| 19                     | 19         | 17       | リラックスしたいカナ Kana Recharges                                             | エイドレア・ウォルデン                                                                                  | ジュリー・フェーダー | 2022年11月13日 | 2024年5月11日  |
| 20                     | 20         | 18       | スカンクでだいめいわく The Big Skunk Funk                                       | トレイシー・ニコレッティ                                                                                | | 2022年11月13日 | 2024年5月11日  |
| 13                     | 21         | 29       | クリスマスマウンテン Christmas Mountain                                         | レキシー・カハノビッツ モニーク・モロー クレイグ・カーライル（作詞のみ） ジョー・シフタ（作詞のみ）     | ネイト・クレイスワース                                                                                                  | 2022年11月20日 | 2024年12月21日 |
| 14                     | 22         | 30       | ふぶきでまっしろ！ Whiteout!                                                    | ニキ・リットン                                                                                          | | 2022年11月20日 | 2024年12月21日 |
| 23                     | 23         | 21       | おたすけベレスフォード Bring it on Beresford                                    | デニース・ダウナー クレイグ・カーライル（作詞のみ）                                                     | ヒル・クルクティス ダムネイト・ドイル                                                                                   | 2022年11月27日 | 2024年5月25日  |
| 24                     | 24         | 22       | クランキー、まちがえる What's in a Name?                                        | ジョン・ロイ                                                                                            | | 2022年11月27日 | 2024年5月25日  |
| 25                     | 25         | 23       | ひつじはディーゼルがおすき？ Sheep Shenanigans                                  | トレイシー・ニコレッティ クレイグ・カーライル（作詞のみ）                                               | マット・ウィメット | 2022年12月4日  | 2024年6月1日   |
| 26                     | 26         | 24       | はじめてとおるトンネル Tunnel Troubles                                          | ピーター・ハーシュ                                                                                      | | 2022年12月4日  | 2024年6月1日   |
| 27                     | 27         | 25       | クレーンしっそうじけん The Case of the Missing Crane                            | ショーン・アブネット クレイグ・カーライル（作詞のみ）                                                   | ネイト・クレイスワース                                                                                                  | 2023年6月3日   | 2024年6月8日   |
| 28                     | 28         | 26       | ひみつじゃない だいさくせん Not-So-Secret Mission                               | ピーター・ガフニー                                                                                      | | 2023年6月3日   | 2024年6月8日   |
| 29                     | 29         | 31       | パーシーのうれしいバレンタインデー A Very Percy Valentines’s Day                | アラン・ニューワース                                                                                    | アンヌリーズ・ノローニャ                                                                                                | 2023年6月4日   | 2025年2月8日   |
| 30                     | 30         | 32       | バレンタインのハート Valentines’s Heart                                         | スーザン・キム                                                                                          | | 2023年6月4日   | 2025年2月8日   |
| 31                     | 31         | 27       | はやいぞサンディー Speedster Sandy                                              | ジョーダン・ガーショウィッツ クレイグ・カーライル（作詞のみ）                                           | ジュリー・フェーダー | 2023年6月10日  | 2024年6月15日  |
| 32                     | 32         | 28       | トーマスとブルーノとせきぞう For All the Marble                                 | ジョナサン・エルナンデス                                                                                | | 2023年6月10日  | 2024年6月15日  |
| 33                     | 33         | 33       | ソルティーとたからのうた Salty's Sea Shanty                                     | ニキ・リットン クレイグ・カーライル（作詞のみ） ジョー・シフタ（作詞のみ）                              | ジョナサン・エヴァンス                                                                                                  | 2023年6月17日  | 2025年4月5日   |
| 34                     | 34         | 34       | タコのかいぶつクラーケン Retrieve the Kraken                                    | エイドレア・ウォルデン                                                                                  | | 2023年6月17日  | 2025年4月5日   |
| 35                     | 35         | 35       | ロケットをかいしゅうせよ Rocket's Fall                                          | ピーター・ガフニー クレイグ・カーライル（作詞のみ）                                                     | ジョナサン・エヴァンス                                                                                                  | 2023年6月24日  | 2025年4月12日  |
| 36                     | 36         | 36       | じょうほうはくわしく Details? What Details?                                     | ブレント・ピアスコスキー                                                                                | | 2023年6月24日  | 2025年4月12日  |
| 37                     | 37         | 37       | ふきげんきかんしゃトーマス Blue Engine Blues                                    | トレイシー・ニコレッティ クレイグ・カーライル（作詞のみ）                                               | ジャレル・ヤング | 2023年7月1日   | 2025年4月19日  |
| 38                     | 38         | 38       | テレンスとほしくさのたかいとう Hay Fort Frenzy                                  | スーザン・キム                                                                                          | | 2023年7月1日   | 2025年4月19日  |
| 39                     | 39         | 39       | たのしくないパーシー Percy in the Middle                                        | ジョーダン・ガーショウィッツ クレイグ・カーライル（作詞のみ）                                           | キアラ・ヤング | 2023年7月8日   | 2025年4月26日  |
| 40                     | 40         | 40       | ふきつなバナナのかしゃ Bad Luck Boxcar                                          | エバ・コンスタントプーロス                                                                              | | 2023年7月8日   | 2025年4月26日  |
| 41                     | 41         | 41       | テスはなまいき？ Not So Easy-Greasy                                             | ジョン・ロイ クレイグ・カーライル（作詞のみ）                                                           | マット・ウィメット | 2023年7月15日  | 2025年5月3日   |
| 42                     | 42         | 42       | つりばしとオーロラ It All Adds Up                                               | アダム・ビーチェン                                                                                      | | 2023年7月15日  | 2025年5月3日   |
| 43                     | 43         | 43       | きえたブルーノのちず Bruno's Map Mishap                                         | レキシー・カハノビッツ モニーク・モロー クレイグ・カーライル（作詞のみ）                                | ジュリー・フェーダー | 2023年7月22日  | 2025年5月10日  |
| 44                     | 44         | 44       | かんぜんにあんぜん Seeking a Safer Sodor                                        | ピーター・ガフニー                                                                                      | | 2023年7月22日  | 2025年5月10日  |
| 45                     | 45         | 45       | クランキーとバルストロード A Cranky Goodbye                                     | ベッキー・ウォンバーグ サラ・アイゼンバーグ クレイグ・カーライル（作詞のみ）                            | ネイト・クレイスワース                                                                                                  | 2023年7月29日  | 2025年5月17日  |
| 46                     | 46         | 46       | まんまルー Sameroo                                                              | アダム・ロレンツォ                                                                                      | | 2023年7月29日  | 2025年5月17日  |
| 47                     | 47         | 47       | きょうのぼくはトーマス Thomas for a Day                                         | トレイシー・ニコレッティ クレイグ・カーライル（作詞のみ）                                               | ジョナサン・エヴァンス                                                                                                  | 2023年8月5日   | 2025年5月24日  |
| 48                     | 48         | 48       | トビーのスーパーしゃじく Super Axle                                             | ピーター・ハーシュ                                                                                      | | 2023年8月5日   | 2025年5月24日  |
| 49                     | 49         | 49       | タイキ・ゲーム The Waiting Game                                                 | ダニエル・シェアストロム クレイグ・カーライル（作詞のみ）                                               | ジュリー・フェーダー | 2023年8月12日  | 2025年5月31日  |
| 50                     | 50         | 50       | きかんしゃじゃなくても All Wheels on Track                                      | ダイアナ・ライト                                                                                        | | 2023年8月12日  | 2025年5月31日  |
| 51                     | 51         | 51       | バラバラになって、ボロボロないて Something Broken, Someone Blue                 | クレイグ・カーライル                                                                                    | | 2023年8月19日  | 2025年6月7日   |
| 52                     | 52         | 52       | ソドーとうの かんこうめいしょ The Sights of Sodor                               | クレイグ・カーライル                                                                                    | マット・ウィメット | 2023年8月19日  | 2025年6月7日   |

### The Great Bubbly Build(2023)
2023年10月にカナダで放送された、芸術の方向性で衝突したカーリーとサンディーが、お互いのアイデアを組み合わせていく様子を描く30分間のスペシャルエピソード。
新たな試みとして、放送に先駆けて欧米各国のYoutubeチャンネルにて全編公開が為された。配信に加えて挿入歌のアルバムも同時にリリースされた。

### 第3シリーズ（2024）
当初は2シリーズ分全104話と長編2作分の契約が交わされていたが、2022年10月に各26話からなる第3、4シリーズと長編2作分の制作が発表、第3シリーズにおけるストーリーテーマの一部が公開された。また同月よりダニエル・シェアストロムは執筆を再開し、リック・サバルも長編を執筆するため制作に復帰した。
このシリーズは、長編含めすべてキャンベル・ブライヤー一人によって監督され、2024年に放送が開始された。米国でもカートゥーン・ネットワークにて引き続き放送される予定であったが取りやめられ、代わりにYoutubeにて公式に全話無料配信される形となった。カートゥーン・ネットワークは同年10月より、本作と同体制のテレビシリーズ『バーニーの世界（Barney's World）』を日本も含めた全世界同時展開している。
| 話数                   | 話数     | サブタイトル                                                         | 脚本・作詞                                                                                              | 挿入歌作曲 | 初回放送日     | 初回放送日  |
| プロダクションオーダー | 日本の旗 | サブタイトル                                                         | 脚本・作詞                                                                                              | 挿入歌作曲 | カナダの旗     | 日本の旗    |
| ---------------------- | -------- | -------------------------------------------------------------------- | --- | --- | -------------- | ----------- |
| 1                      |          | What's the Buzz?                                                     | ジョン・ロイ                                                                                            | ヒル・クルクティス ダムネイト・ドイル                                                                                   | 2024年2月3日   |             |
| 2                      |          | Bells Are Ringing                                                    | トレイシー・ニコレッティ                                                                                | | 2024年2月3日   |             |
| 3                      |          | Abraca-Diesel                                                        | ピーター・ガフニー クレイグ・カーライル（作詞のみ）                                                     | ジュリー・フェーダー グラハム・ウォルシュ                                                                               | 2024年2月10日  |             |
| 4                      |          | Overcommitted                                                        | ベッキー・ウォンバーグ サラ・アイゼンバーグ                                                             | | 2024年2月10日  |             |
| 5                      |          | Sandy's Fine Mess                                                    | アダム・ビーチェン クレイグ・カーライル（作詞のみ）                                                     | マット・ウィメット | 2024年2月17日  |             |
| 6                      |          | Nia's Green Surprise                                                 | ジャヤ・ラムダス                                                                                        | | 2024年2月17日  |             |
| 7                      |          | Duck Duck Whoosh!                                                    | アラン・ニューワース クレイグ・カーライル（作詞のみ）                                                   | ジュリー・フェーダー グラハム・ウォルシュ                                                                               | 2024年2月24日  |             |
| 8                      |          | Choo-Choo Check In                                                   | レオリ・べリス                                                                                          | | 2024年2月24日  |             |
| 9                      |          | Percy's Little Problem                                               | ノエル・ライト クレイグ・カーライル（作詞のみ）                                                         | ネイト・クレイスワース                                                                                                  | 2024年3月2日   |             |
| 10                     |          | Fill-In Friend                                                       | エバ・コンスタントプーロス                                                                              | | 2024年3月2日   |             |
| 11                     |          | Cake it Easy                                                         | ジョン・ロイ クレイグ・カーライル（作詞のみ）                                                           | ヒル・クルクティス ダムネイト・ドイル                                                                                   | 2024年3月9日   |             |
| 12                     |          | The Can-Do Crew                                                      | アダム・ロレンツォ                                                                                      | | 2024年3月9日   |             |
| 13                     |          | Pizza Picnic Problem                                                 | ベッキー・ウォンバーグ サラ・アイゼンバーグ クレイグ・カーライル（作詞のみ） ジョー・シフタ（作詞のみ） | マット・ウィメット | 2024年3月16日  |             |
| 14                     |          | Travels with Terence                                                 | アンバー・ハリス                                                                                        | | 2024年3月16日  |             |
| 15                     |          | Crab Crossing                                                        | ピーター・ガフニー                                                                                      | ラナイ・ガブリエル | 2024年5月11日  |             |
| 16                     |          | Driving Winston                                                      | ジョン・ロイ                                                                                            | | 2024年5月11日  |             |
| 17                     |          | The Slowest Race in the World                                        | ノエル・ライト（脚本のみ） クレイグ・カーライル（作詞のみ）                                             | ジョナサン・エヴァンス                                                                                                  | 2024年5月18日  |             |
| 18                     |          | Bruno's Blustery Day                                                 | ダニエル・シェアストロム                                                                                | | 2024年5月18日  |             |
| 19                     |          | Night Lights                                                         | アンディ・ヤーキス クレイグ・カーライル（作詞のみ）                                                     | ジャレル・ヤング ジュリー・フェーダー                                                                                   | 2024年5月25日  |             |
| 20                     |          | For Love or Muddy                                                    | サム・ビソネット                                                                                        | | 2024年5月25日  |             |
| 21                     |          | Percy's Duck Dilemma                                                 | ピーター・ガフニー クレイグ・カーライル（作詞のみ）                                                     | ジュリー・フェーダー グラハム・ウォルシュ                                                                               | 2024年6月1日   |             |
| 22                     |          | All for the Nest                                                     | エバ・コンスタントプーロス                                                                              | | 2024年6月1日   |             |
| 23                     |          | Winter Games                                                         | ジョン・ロイ クレイグ・カーライル（作詞のみ）                                                           | ジョナサン・エヴァンス                                                                                                  | 2024年6月15日  |             |
| 24                     |          | The Accidental Bad Guy                                               | トレイシー・ニコレッティ                                                                                | | 2024年6月15日  |             |
| 25                     |          | Farmer’s Market... On Wheels!                                        | カリン・グリーンバーグ                                                                                  | | 2024年6月29日  |             |
| 26                     |          | The Smells of Sodor                                                  | クレイグ・カーライル                                                                                    | マット・ウィメット | 2024年6月29日  |             |
| 長編                   | 長編     | サンタをさがせ!パーシーのクリスマス急行 The Christmas Letter Express | リック・サバル クレイグ・カーライル（作詞のみ）                                                         | アンヌリーズ・ノローニャ（1曲目） エイヴァ・キバリアン（2曲目） ヒル・クルクティス（3曲目） ダムネイト・ドイル（3曲目） | 2024年11月16日 | [ 注釈 49 ] |

### 第4シリーズ（2025）
脚本陣の一人であるジョーダン・ガーショウィッツは2023年7月までにシリーズ構成の新たな担当として務めたことを明かした。このシリーズでは、マッコールさんの農場や、4話にわたる交差点建設プロジェクトを舞台としたエピソードが多くを占めている。
2025年1月27日に英国での先行放送を開始、第14話から第26話はシンガポールにてまとめて先行配信された。米国ではこのシリーズも放送されず、NetflixやYoutubeでの配信に留まっている。
| 話数                   | 話数     | サブタイトル               | 脚本・初出挿入歌作詞                                      | 挿入歌作曲 | 初回放送日    | 初回放送日 |
| プロダクションオーダー | 日本の旗 | サブタイトル               | 脚本・初出挿入歌作詞                                      | 挿入歌作曲 | カナダの旗    | 日本の旗   |
| ---------------------- | -------- | -------------------------- | --------------------------------------------------------- | --- | ------------- | ---------- |
| 1                      |          | Sheep Stampede             | クリステン・マックレガー クレイグ・カーライル（作詞のみ） | ガガン・シン | 2025年4月6日  |            |
| 2                      |          | The Berry Best             | レキシー・カハノビッツ                                    | | 2025年4月6日  |            |
| 3                      |          | Creepy Crawly Courage      | サム・ビソネット クレイグ・カーライル（作詞のみ）         | ジュリー・フェーダー グラハム・ウォルシュ                                                                                     | 2025年4月13日 |            |
| 4                      |          | Windmill Woes              | ブレント・ピアスコスキー                                  | | 2025年4月13日 |            |
| 5                      |          | Quacking Quandary          | ピーター・ガフニー クレイグ・カーライル（作詞のみ）       | ジョナサン・エヴァンス | 2025年4月20日 |            |
| 6                      |          | The Stinking Delivery      | ベッキー・ウォンバーグ サラ・アイゼンバーグ               | | 2025年4月20日 |            |
| 7                      |          | Don't Train on My Parade   | サム・ビソネット クレイグ・カーライル（作詞のみ）         | ネイト・クレイスワース | 2025年4月27日 |            |
| 8                      |          | Shiny Spiffy Sandy         | カリン・グリーンバーグ                                    | | 2025年4月27日 |            |
| 9                      |          | Diesel's Bad Day           | ジョン・ロイ クレイグ・カーライル（作詞のみ）             | ジュリー・フェーダー グラハム・ウォルシュ                                                                                     | 2025年5月4日  |            |
| 10                     |          | Moo-ving Friendship        | トレイシー・ニコレッティ                                  | | 2025年5月4日  |            |
| 11                     |          | Art Engines Go!            | サム・ビソネット クレイグ・カーライル（作詞のみ）         | ジュリー・フェーダー グラハム・ウォルシュ                                                                                     | 2025年5月11日 |            |
| 12                     |          | Lightning the Load         | ジョナサン・エルナンデス                                  | | 2025年5月11日 |            |
| 13                     |          | Baaa-tastrophe!            | クリステン・マックレガー クレイグ・カーライル（作詞のみ） | ジョナサン・エヴァンス | 2025年5月18日 |            |
| 14                     |          | Terence Time Out           | アンバー・ハリス                                          | | 2025年5月18日 |            |
| 15                     |          | Postage Percy              | ジョーダン・ガーショウィッツ                              | ネイト・クレイスワース |               |            |
| 16                     |          | A Crate Rescue             | レキシー・カハノビッツ                                    | |               |            |
| 17                     |          | Chaos at Cronk's Crossing  | クレイグ・カーライル                                      | |               |            |
| 18                     |          | The Big Do-over            | クレイグ・カーライル                                      | ジョナサン・エヴァンス |               |            |
| 19                     |          | Did I Miss It?             | クレイグ・カーライル                                      | |               |            |
| 20                     |          | No More Surprises          | クレイグ・カーライル ジョー・シフタ（作詞のみ）           | ジュリー・フェーダー グラハム・ウォルシュ                                                                                     |               |            |
| 21                     |          | Bruno to the Rescue        | リック・サバル ジョーダン・ガーショウィッツ（作詞のみ）   | マット・ウィメット |               |            |
| 22                     |          | Kana's Last Minut Delivery | ベッキー・ウォンバーグ サラ・アイゼンバーグ               | |               |            |
| 23                     |          | Goodnight Gordon           | サム・ビソネット ジョーダン・ガーショウィッツ（作詞のみ） | ジュリー・フェーダー グラハム・ウォルシュ                                                                                     |               |            |
| 24                     |          | Cronk's Crossing Conundrum | ダニエル・シェアストロム                                  | |               |            |
| 25                     |          | Bridge Builders            | ピーター・ガフニー                                        | |               |            |
| 26                     |          | The Feels of Sodor         | クレイグ・カーライル                                      | マット・ウィメット |               |            |
| 長編                   |          | Sodor Sings Together       | クレイグ・カーライル                                      | マット・ウィメット（新曲1） ジュリー・フェーダー（新曲2 - 4） グラハム・ウォルシュ（新曲2 - 4） エイヴァ・キバリアン（新曲5） |               |            |

## ショートムービー

### ショートアニメ― きかんしゃトーマスとなかまたち ―（All Engines Go Shorts/Short Story Adventures）
各エピソード2分全20話。第1シリーズ前半期の公開に合わせ、それを踏まえたエピソードや、第27話以降の前日譚となるものが、2021年9月よりYoutubeにて配信されている。また、一部はカナダにて配信に先駆けテレビ放映された。
日本では、本編のテレビ放送に先駆け、2022年11月4日より順次公開されている。
| 米国話数 | 日本話数 | 英語サブタイトル                  | 日本語サブタイトル           | 公開日(米)     | 公開日(日本)   |
| -------- | -------- | --------------------------------- | ---------------------------- | -------------- | -------------- |
| #1       | 第2話    | Diesel's Rules                    | ディーゼルのルール           | 2021年9月15日  | 2022年11月11日 |
| #2       | 第3話    | Nia and the Ducks                 | ニアとカモさん               | 2021年9月16日  | 2022年11月18日 |
| #3       | 第4話    | Muddy Thomas                      | どろんこトーマス             | 2021年9月23日  | 2022年11月25日 |
| #4       | 第5話    | Kana and the Butterflies          | カナとニアとチョウ           | 2021年9月30日  | 2022年12月2日  |
| #5       | 第6話    | Percy's Perfect Place             | おひるねパーシー             | 2021年10月7日  | 2022年12月9日  |
| #6       | 第8話    | Crystal Cavern                    | クリスタルのどうくつ         | 2021年10月14日 | 2022年12月23日 |
| #7       | 第13話   | James and the Dragon              | ジェームスとドラゴン         | 2021年10月21日 | 2023年1月27日  |
| #8       | 第7話    | Diesel's Seagull                  | ディーゼルとカモメのこ       | 2021年10月28日 | 2022年12月16日 |
| #9       | 第1話    | Thomas and the Troublesome Trucks | トーマスといたずら貨車       | 2021年11月4日  | 2022年11月4日  |
| #10      | 第9話    | Surprise!                         | おどろきいっぱいのディーゼル | 2021年11月11日 | 2022年12月30日 |
| #11      | 第10話   | Too Loud Nia                      | デカいおとのニア             | 2021年11月18日 | 2023年1月6日   |
| #12      | 第12話   | Lighthouse Disco                  | とうだいでダンス             | 2021年11月25日 | 2023年1月20日  |
| #13      | 第11話   | Horrible Hiccups                  | しゃっくりきかんしゃ         | 2021年12月2日  | 2023年1月13日  |
| #14      | 第15話   | The Big Balloon Breakout          | ふうせんをつかまえろ         | 2021年12月9日  | 2023年3月17日  |
| #15      | 第14話   | Sandy Tidies Up                   | かたづけサンディー           | 2021年12月16日 | 2023年2月3日   |
| #16      | 第16話   | Carly and Cranky's Big Lift Off   | カーリーたいクランキー       | 2021年12月23日 | 2023年3月24日  |
| #17      | 第17話   | Hay, Now!                         | ビリビリバラバラ             | 2021年12月30日 | 2023年3月31日  |
| #18      | 第18話   | Red Light, Green Light            | あかしんごう あおしんごう    | 2022年1月6日   | 2023年4月7日   |
| #19      | 第19話   | Confetti Car Kerfuffle            | ドタバタかみふぶき           | 2022年1月13日  | 2023年4月14日  |
| #20      | 第20話   | Skiff Upon the Sea                | スキフのしんきろく           | 2022年1月20日  | 2023年4月21日  |

### ソドーカップへの道（Let's Race）
ショートムービーは以下3シリーズ分、メキシコのデメンテ・アニメーションによる制作となり、フレーム数と声優陣、劇伴が本編とは異なったものとなる。また一話における尺も約4分に統一された。
全4話。第1シリーズ長編のNetflix配信に併せ2022年3月よりYoutubeにて公開されている。メインキャラクターと長編のゲストキャラクターが二人一組になり、様々な競技を勝ち進みで行うといったストーリーであり、明確な時系列が設けられている。
日本では3月10日に劇場公開される吹替版の前日譚として、2023年2月18日より順次公開。原語版と異なり声優陣に変更はなく、ゲスト声優もそのまま出演している。
| 話数 | 英語サブタイトル  | 日本語サブタイトル | 公開日(米)    | 公開日(日本)  |
| ---- | ----------------- | ------------------ | ------------- | ------------- |
| #1   | The Egg Race      | たまごレース       | 2022年3月17日 | 2023年2月18日 |
| #2   | The Bell Race     | リンリンレース     | 2022年3月26日 | 2023年2月24日 |
| #3   | The Flag Race     | はたさがしレース   | 2022年4月2日  | 2023年3月3日  |
| #4   | The obstacle Race | ドッジボールレース | 2022年4月9日  | 2023年3月10日 |

### きかんしゃがっこう（Train School）
全6話。2022年6月より配信。ゴードンが先生となり、機関車たちに様々なことを教えたり考えさせたりしていくストーリーとなっている。またショートムービーシリーズでは唯一テーマソングを持つものとなる。
日本語吹き替え版は2023年5月12日より配信開始。
| 話数 | 英語サブタイトル      | 日本語サブタイトル    | 公開日(米)    | 公開日(日本)  |
| ---- | --------------------- | --------------------- | ------------- | ------------- |
| #1   | Under the Meadow      | おもいやりでまもろう  | 2022年6月21日 | 2023年5月12日 |
| #2   | The Magic of Patience | がまんしてまとう      | 2022年6月28日 | 2023年5月19日 |
| #3   | The Height of Courage | ゆうかんな きかんしゃ | 2022年7月2日  | 2023年5月26日 |
| #4   | The Run Down          | ペースをたもとう      | 2022年7月11日 | 2023年6月2日  |
| #5   | The Team-up Cleanup   | チームワークのちから  | 2022年7月18日 | 2023年6月9日  |
| #6   | The Art of Sharing    | リサイクルでアート    | 2022年7月25日 | 2023年6月16日 |

### All Aboard!
全5話。第2シリーズの放送に合わせ、2022年9月より配信。自閉症のブレーキ車ブルーノと各機関車とのかかわりを描く。
ストーリー原案はダニエル・シェアストロムが担当し、モニーク・モローが脚本を執筆した。

### Sodor Mystery
全3話。米国での第2シリーズの展開に合わせ2023年3月より配信。機関車たちがそれぞれの仕事で生じた謎を解き明かしていく様子を描く。終盤ではゲームコーナーが挿入されており、その影響で各話の尺は6分と長くなっている。
このシリーズに限り旧体制時のプロデューサーであったイアン・マッキューが本作のクリエイティブプロデューサーを務めており、『パーキンスさん』シリーズなどの実写映像作品を制作したスクラフィー・ドッグ・メディア、2016年よりショートアニメーションムービーに携わってきたコング・スタジオが共同で制作している。「ソドーカップへの道」以降のショートムービーシリーズとは、声優陣に変更はないものの、フレームレートはより高く、劇伴も本編に基づいたものとなっている。

### Newキャラクターずかん
日本独自企画。トーマスが大大大冒険クラブの仲間を紹介していくシリーズ。

## 舞台

### 多多岛英勇小火车（The Bravest Engine on Sodor）
2022年より中華人民共和国にて展開。75分間の上演となる。6台のレギュラーキャラクター（トーマス、ゴードン、パーシー、ニア、カーリー、サンディー）に加え、中国出身のヨンバオや、テレビシリーズ本編よりも多くの鉄道員が登場する。

### ファミリーミュージカル『ソドー島の1ばんはだれだ』[44]
日本にて2025年3月8日より展開。脚本、演出、作詞は静恵一が務め、トーマス、パーシー、カナの3台がステージを駆け巡る。

## 日本語版スタッフ
- 企画：西岡敦史、朝倉精吾
- 演出：飯塚康一
- 音楽演出：島津綾乃[45]
- 翻訳/訳詞：渡辺愛香[45]
- 録音/調整：新井保雄（-第24話、第28話）、重光秀樹（第6話、第25話以降）
- 音楽録音/調整：江﨑貴生[45]
- 日本語版製作：ソニー・クリエイティブプロダクツ、NHKエンタープライズ、HALF H・P STUDIO

## 反響
日本国内においては、デザインや内容の刷新に驚きの声が挙がった。
2023年1月17日に「毎日新聞」に掲載された記事では、前シーズンまでとの違いとして「[前略]以前は写実性やリアリティーがありましたが、新シリーズは私たちがテレビで見るアニメとよく似た印象を受けます。[中略]子どもに親しみやすく、ファンタジーあふれる作品になりました。」と説明しており、「根強いファンもいるでしょうが、主な視聴者はやはり今の子どもたちです。時代は、よりカラフルでスピーディー、元気いっぱいのトーマスを求めているのでしょうね。」と締めくくっている。
また朝日新聞の黒田健朗は2023年1月18日のコラム「記者レビュー」の中で、番組を見た際に思わず「これ、トーマスか?」と口に出してしまったと語り、番組内で繰り広げられるドタバタ劇は『スポンジ・ボブ』のようであるともしている。
黒田はトーマスとパーシーの顔が似てしまったなど様々な不満点があるとしつつも、2歳の我が子は気にすることなく気に入っていたので、それでいいかとも述べている。

## 賞歴
| 受賞/ノミネート作品・者                                                      | 受賞/ノミネート年 | 結果       | 賞名                                                                            | 部門                                            |
| ---------------------------------------------------------------------------- | ----------------- | ---------- | ------------------------------------------------------------------------------- | ----------------------------------------------- |
| めざせ!夢のチャンピオンカップ （第1シリーズ長編）                            | 2023年            | ノミネート | キッズスクリーン・アワード Kidscreen Awards                                     | プレスクール番組部門 最優秀テレビ長編賞         |
| めざせ!夢のチャンピオンカップ （第1シリーズ長編）                            | 2023年            | ノミネート | カナダ・スクリーン・アワード Canadian Screen Awards                             | アニメーション部門 最優秀音響賞                 |
| おんがくはあちこちに ぎゃくにするひ （第1シリーズ 放送第7回）                | 2023年            | ノミネート | カナダ・スクリーン・アワード Canadian Screen Awards                             | アニメーション部門 最優秀音響賞                 |
| グリー・ダンゴ （サンディー役）                                              | 2023年            | ノミネート | カナダ・スクリーン・アワード Canadian Screen Awards                             | アニメーション部門 最優秀演技賞                 |
| エリカ・プロキュニエ （劇伴）                                                | 2024年            | 受賞       | カナダ・スクリーン・アワード Canadian Screen Awards                             | アニメーション部門 最優秀作曲賞                 |
| エリカ・プロキュニエ （劇伴）                                                | 2024年            | ノミネート | カナダ・スクリーン・ミュージック・アワード Canadian Screen Music Awards         | アニメーション部門 最優秀作曲賞                 |
| きかんしゃトーマス （テレビシリーズ）                                        | 2024年            | ノミネート | ダイバーシティ・メディア・アワード Diversity Media Awards                       | テレビ部門 最優秀海外シリーズ賞                 |
| きかんしゃトーマス （テレビシリーズ）                                        | 2024年            | 受賞       | コリジョン・オーディエンス・チョイス・アワード Collision Audience Choice Awards | テレビシリーズ部門 最優秀プレスクールシリーズ賞 |
| A Christmas Wish （「サンタをさがせ! パーシーのクリスマス急行」挿入歌2曲目） | 2025年            |            | カナダ・スクリーン・ミュージック・アワード Canadian Screen Music Awards         | アニメーション部門 最優秀作曲賞                 |